# 馬鞍山長江公鐵大橋
馬鞍山長江公鐵大橋，是一座公路鐵路兩用斜拉橋，跨越長江，連接長江北岸的和縣與南岸的當塗縣。马鞍山长江公铁大桥是巢马城际全线控制性工程，爲世界首座双主跨超千米的三塔斜拉桥，也是世界上最长联钢桁梁斜拉桥。大桥上层为双向六车道城市快速路，主桥总长3253米，双跨连续跨度2240米，下层为双线巢马城际铁路，另设两线预留铁路。2021年1月13日开工，2025年4月17日合龙。